# Сиври
Сиври (фр. Civry) насеље је и општина у централној Француској у региону Центар (регион), у департману Ер и Лоар која припада префектури Шатоден.
По подацима из 2011. године у општини је живело 363 становника, а густина насељености је износила 20,29 становника/km². Општина се простире на површини од 17,89 km². Налази се на средњој надморској висини од 131 метар (максималној 138 m, а минималној 112 m).

## Демографија
| 1962. | 1968. | 1975. | 1982. | 1990. | 1999. | 2011. |
| ----- | ----- | ----- | ----- | ----- | ----- | ----- |
| 357   | 406   | 346   | 291   | 245   | 282   | 363   |

График промене броја становника у току последњих година